# Giulio Pancieri
Giulio Pancieri (XVII secolo) è stato un librettista italiano, attivo a Venezia alla fine del XVII secolo.

## Biografia
Di lui si hanno scarse notizie, se non che fu attivo a Venezia alla fine del XVII secolo e che scrisse diversi libretti di opera. Da un suo libretto, Friedrich Christian Feustking trasse lo spunto per realizzare il libretto che venne utilizzato da Georg Friedrich Händel per la sua prima opera, l'Almira.
| Controllo di autorità | VIAF (EN) 307325630 · SBN BVEV063059 |